# Notropis rafinesquei
Notropis rafinesquei är en fiskart som beskrevs av Suttkus, 1991. Notropis rafinesquei ingår i släktet Notropis och familjen karpfiskar. IUCN kategoriserar arten globalt som livskraftig. Inga underarter finns listade i Catalogue of Life.